# Кена-упанішада
«Кена-упанішада» (санскр. केन उपनिषद्, Kena Upaniṣad IAST) або «Кенопанішад» (санскр. केनोपनिषद्, Kenopaniṣad IAST) — ведичний санскритський текст, одна з одинадцяти упанішад канону мукха, до якого належать найстародавніші упанішади, прокоментовані Шанкарою. «Кена-упанішада» пов'язується з «Сама-Ведою» і в каноні муктіка з 108 основних упанішад стоїть на другому місці. Назва цієї упанішади походить від словакена, що означає «ким». Оскільки «Кена-упанішада» відноситься до «Талавакара-брахмана» «Сама-веди», її також називають «Талавакара-упанішада». «Кена-упанішада» розділена на чотири канди (розділи), перші два з яких написані віршами, а наступні два — прозою. Шанкара написав по одному коментарю до кожної з Упанішад, але до «Кена-Упанішади» написав цілих два. Один з них називається «Кенопанішад-падабхашья», а інший — «Кенопанішад-вакьябхашья».